# バージュラ郡
バージュラ郡(バージュラぐん、ネパール語：बाजुरा)は、ネパール西端のスドゥパシュチム州の郡。
郡都はマルタディ。
2021年国勢調査の人口は13万8998人。
面積は2188km2。